# Rüdiger Kunz

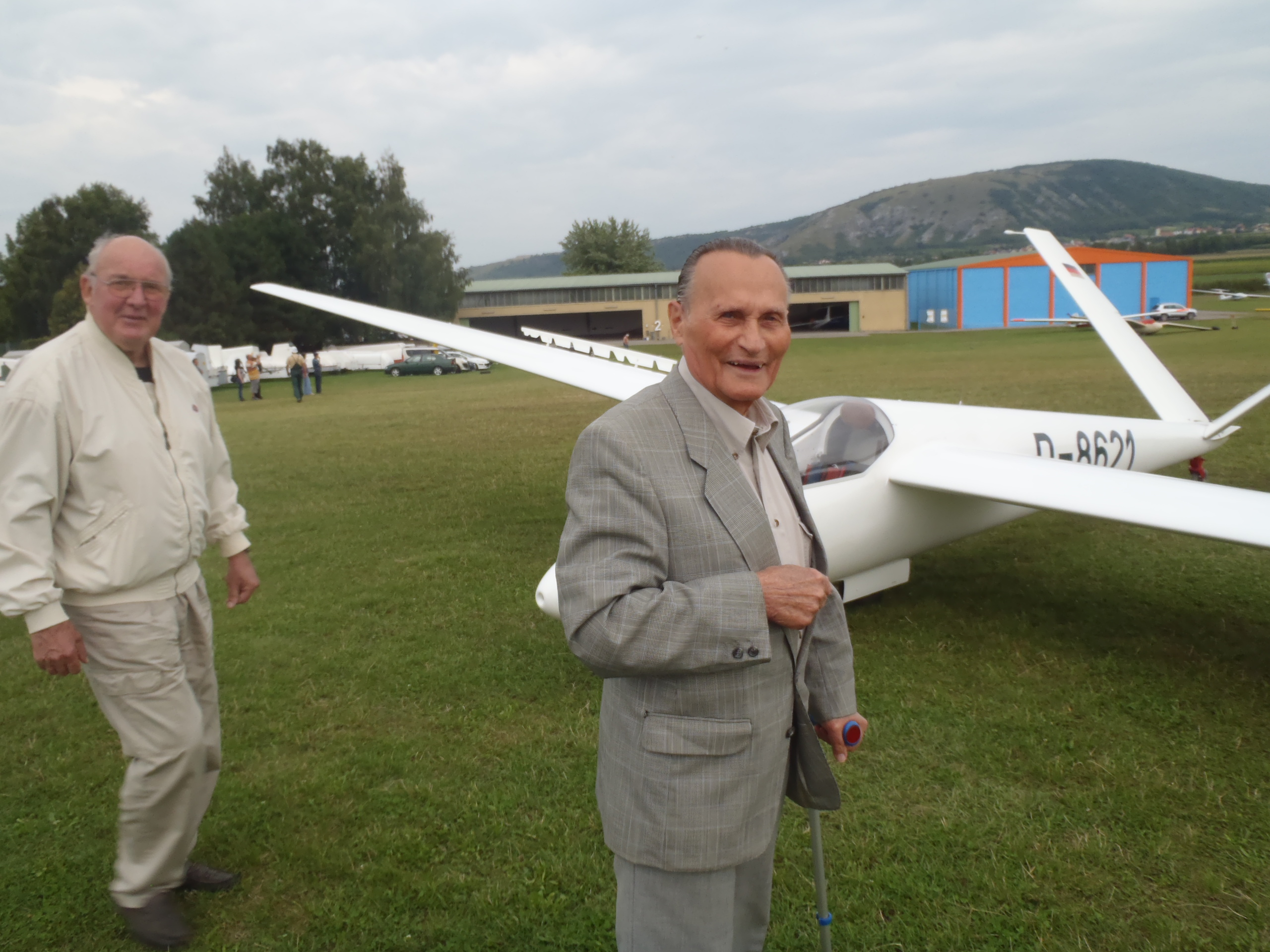
Rüdiger Kunz (1926–2013) mit Rekordpiloten Wilhelm Lischak (links im Bild) beim Besuch der „Vintage Glider Rally“, Spitzerberg, 2011

Rüdiger Kunz (* 17. November 1926 in Stockerau; † 28. Juli 2013 in Bad Vöslau) war österreichischer Luftfahrtingenieur, Flugzeugkonstrukteur, Segelflieger.

## Jugend
Rüdiger Kunz wurde als Sohn sudetendeutsche Eltern geboren. Der Vater war Konstrukteur in der Geschützabteilung der Firma Škoda in Pilsen. Volksschule und Gymnasium absolvierte Kunz in Baden. Er besuchte anschließend die Ingenieurschule in Mödling (Vorläufer der heutigen HTL), Abteilung Flugzeugbau. Mit 16 Jahren war Kunz im Besitz der drei Segelflugberechtigungen (A-, B- und C-Schein), die damals vergeben wurden. Kunz inskribierte an der TU Wien, musste mit dem Tod seines Vaters im Jahr 1949 das Studium jedoch abbrechen.

## Aeroclub
1950 begann Kunz die lange Laufbahn in der Flugzeugentwicklung, zunächst als Technischer Leiter im neu gegründeten Aeroclub. Damit war Kunz Ansprechpartner für sämtliche technische Probleme und machte sich einen Namen als technischer Sachverständiger bei Flugunfalluntersuchungen. Zudem war er Segelfluglehrer und bildete u. a. den österreichischen Rekordpiloten Wilhelm Lischak aus.
Beim Lizenzbau – der Aeroclub hatte einen Lizenzvertrag mit Scheibe-Flugzeugbau – eines doppelsitzigen Einheits-Segelschulflugzeuges war Kunz maßgeblich beteiligt und setzte sich aus Gründen der Flugsicherheit intensiv für Stahlrohrrümpfe anstelle der Holzbauweise ein. Kunz war zu diesem Zeitpunkt als Flugunfallsachverständiger mit der Holzbauweise bestens vertraut, insbesondere der Schwere von Verletzungen, die bei scheinbar kleinen Unfällen durch die Bauweise hervorgerufen wurden.

## Standard Austria
Rüdiger Kunz ist der Konstrukteur des Leistungssegelflugzeugs Standard Austria S. Damalige Wettbewerbssegelflugzeuge waren für ein bestes Gleiten bei 80 bis 90 km/h ausgelegt und wurden für einen Auftriebsbeiwert von cA=0,8 optimiert. Flugzeuge der offenen Klasse erreichten in diesem Geschwindigkeitsbereich eine aerodynamische Güte von 27 bis 30, bei 140 km/h jedoch nur 22. Kunz optimierte die Standard Austria für einen Auftriebsbeiwert von cA = 0,2 bei einem besten Gleiten bei 140 km/h. Der Idee lag zugrunde, dass die damals neuen FAI-Reglements für den Ziel-Rückkehr- und den Dreiecks-Bewerb nach hohen Geschwindigkeiten verlangte. Johann Fritz fliegt bei der Segelflugweltmeisterschaft in Köln-Butzweilerhof im Juni 1960 hinter der polnischen Mannschaft mit ca. 4 km Abstand – bei der Rückkehr am Platz sticht er an und überfliegt nur 20 Sekunden hinter der polnischen Mannschaft in einer hochgezogenen Kehrtkurve die Ziellinie. Damit erzielt er mit einem Flugzeug der Standardklasse den Sieg in der Tageswertung und schlägt die Offene Klasse.
Rüdiger Kunz und der Österreichische Aero Club erhielten für ihre Standard Austria den OSTIV-Preis für das beste Segelflugzeug in der Standardklasse. Durch das gute Abschneiden der 2. und 3. Maschine bei der Weltmeisterschaft in Köln gingen viele Aufträge aus aller Welt ein. Ein Serienbau kam aber in Österreich nicht zustande.

## SGP 222
Kunz konstruierte die SGP 222: Nach dem Unfall der von Meindl konstruierten zweimotorigen M-222 am 2. August 1959 wurde Kunz vom Verkehrsminister als technischer Leiter der Unfalluntersuchung eingesetzt. Er arbeitete zu diesem Zeitpunkt bereits seit 12 Jahren nebenberuflich in der Flugunfallkommission und hatte als technischer Sachverständiger einen guten Ruf.
Der Unfallbericht war bereits nach vier Wochen fertiggestellt. Kunz erkannte zahlreiche Mängel, z.B:
- Das Leergewicht des Flugzeuges war viel zu hoch. Es entsprach gerade dem maximal zulässigen Abfluggewicht.
- Die Verschiebung des Neutralpunkts nach vorne durch den Einfluss des Rumpfes und der breiten Motorgondeln wurde nicht richtig berücksichtigt. Der Neutralpunkt lag tatsächlich 12 % weiter vorne als angenommen. Das Flugzeug wurde dadurch bei einer zu weit hinten liegenden Schwerpunktlage betrieben und war somit indifferent um die Querachse.

Nach einem Gespräch mit dem Generaldirektor von SGP wurde Kunz mit der Neukonstruktion beauftragt. Da Kunz zu dieser Zeit mit der Serieneinführung der Standard Austria beschäftigt war, konnte er die Stelle jedoch erst 11 Monate später antreten. Die Neukonstruktion erhielt den Namen SGP 222.
- Kunz installierte einen Motor mit höherer Leistung (Lycoming, 200 PS anstelle von bisher 160 PS), um die Einmotorenleistung zu steigern.
- Er änderte das Profil besonders zwischen Rumpf und Flügelgondel.
- Der Einstellwinkel im Tragflügelinnenbereich (zwischen Rumpf und Motorgondel) wurde im Vergleich zum Außenbereich um 2 Grad reduziert, um den Aufwind durch die Motorgondeln zu berücksichtigen und um Ablösung zwischen Motorgondel und Rumpfseitenwand zu vermeiden.
- Probleme mit Lärm in der Kabine minderte Kunz durch eine leichte V-Stellung des vergrößerten Höhenleitwerks.
- Das Seitenleitwerk wurde ebenfalls vergrößert.
- Kunz setzte neben Trimmrad und Trimmklappe noch eine innovative Trimmung ein, die mit dem Klappenhebel automatisch betätigt wurde. Klappen konnten somit ohne Laständerung gefahren werden.

Die Gleitzahl der SGP-222 lag bei einem für ein zweimotoriges Flugzeug beachtlich hohen Wert, nämlich bei 1:14. Das Flugzeug hatte nun auch im Einmotorenflug exzellente Flugleistungen und Flugeigenschaften und wurde nach FAR Part 23 in den USA zugelassen.
Bölkow besuchte SGP in Wiener Neustadt und zeigte nach einem Demonstrationsflug Interesse an der SGP 222. Er unterzeichnete einen Vertrag über 100 Stück. Aus politischen Gründen wurde dieser jedoch nie gegengezeichnet und das Flugzeug erlangte keine Serienproduktion und wurde verschrottet.

## Besondere Projekte
Nach dem Scheitern der Serienproduktion der SGP 222 optimierte Kunz z. B. Lüfterflügel in Kühltürmen bei einem Kraftwerk im Iran. Diese Flügel waren bisher aus Aluminium gefertigt und überlasteten den Elektromotor beim Anfahren. Die Flügel zeigten bereits nach kurzer Zeit Risse. Kunz konstruierte neue Flügel aus GFK.

## Bölkow Junior
Durch den Kontakt zu Bölkow ergab sich für Kunz die Möglichkeit, die Bölkow 208 Junior zu fliegen. Er stellte einige Mängel fest: (1) die zu steile Sitzlehne, die deshalb zu steil war, weil die Holmbrücke nicht vorgesehen war. Der Holm wurde auf Anregung von Kunz nach einem Gespräch mit Bölkow umkonstruiert. Dies war bereits der Wunsch des Konstrukteurs, der sich bei Bölkow aber nicht durchsetzen konnte. (2) Der Flügel-Rumpf-Übergang (Hochdecker) war schlecht gelöst, da er zu abgelöster Strömung führte. Kunz machte einen Überziehversuch bei Vollgas und stellte kurz vor dem Stall das Gas schlagartig auf Leerlauf. Das Flugzeug geriet daraufhin ins Trudeln.

## Airbus
Am 1. Januar 1970 begann Kunz bei Airbus in Ottobrunn als technischer Koordinator in der Programmleitung des süddeutschen Airbus-Anteils und wurde bereits 1972 zum Programmleiter des süddeutschen Airbus-Anteils ernannt.
Kunz und die Kohlenstofffaser-Bauweise: Kunz initiierte CFK als Werkstoff im zivilen Flugzeugbau. Die Bodenplatten waren erstmals Teil der tragenden Struktur. CFK war damals zehnmal teuer als herkömmlicher GFK-Honeycomb. Kunz überzeugte jedoch den Chef der ATLAS-Gruppe von den Vorteilen: geringes Gewicht und lange Lebensdauer. Die ATLAS-Gruppe forderte daraufhin für den Airbus Bodenplatten aus CFK. Der teurere Werkstoff rechnete sich durch sein geringeres Gewicht und die damit höhere Nutzlast bereits nach einem Jahr.

## Eurofighter
Im April 1977 wechselte Kunz in das Eurofighter-Projekt (damals Jäger 90) als Leiter der technischen Entwicklung (Manager Configuration Development) bei der Military Aircraft Division. Kunz war maßgeblich an der Konfiguration (Deltaflügel mit Canard vor dem Cockpit) des Eurofighter EF 2000 beteiligt. Er erkannte die Vorzüge eines Canards, der so gesteuert wird, dass die Konfiguration im Unterschall indifferent ist und im Überschall indifferent bis leicht stabil wird. Der Canard hat den weiteren Vorteil, dass rückführende aerodynamische Momente auch bei hohen Anstellwinkeln erzeugt werden können und keine Trimmwiderstände, insbesondere im Überschall, auftreten.

## Sänger
Gegen Ende der aktiven Laufbahn war der Österreicher Rüdiger Kunz bei der Firma Daimler Benz Aerospace (vormals MBB) beim Hyperschallprojekt „Sänger“ als „Head of Configuration Design“ tätig. Das zweistufige Hyperschalltransportkonzept „Sänger“ war als kostengünstiges Transportsystem für geostationäre Satelliten von bis zu 5 Tonnen gedacht und wurde unter Leitung der DGLR und der deutschen Flugzeugindustrie unter Mitwirkung von Forschungsanstalten entwickelt.
Nach der Pensionierung mit 65 Jahren arbeitete Kunz für das Unternehmen noch zwei weitere Jahre als Berater.

## Weltrekorde
- Kunz konstruierte den Flügel, mit dem Felix Baumgartner im Jahre 2003 die Überquerung des Ärmelkanals im Gleitflug gelang.
- Kunz war als technischer Berater von Felix Baumgartner im Projekt Red Bull Stratos tätig.
- Kunz war als Berater für den österr. Rekordpiloten Wilhelm Lischak tätig, der mit der LW-02 acht FAI-Rekorde aufstellte. Bei der einsitzigen LW-02 handelt es sich um eine Eigenkonstruktion in Holzbauweise.
- Kunz unterstützte bis zuletzt Flugzeug-Eigenbauer, etwa im Rahmen von Vorträgen beim österr. Igo-Etrich-Club